# Huragan (film 1999)
Huragan (ang. The Hurricane) – film produkcji amerykańskiej w reżyserii Normana Jewisona, będący biografią amerykańskiego boksera Rubina Cartera.

## Opis fabuły
Film opowiada historię boksera wagi średniej, Rubina „Huragana” Cartera, skupiając się na wydarzeniach z lat 1966 do 1985. Przedstawia jego walkę o oczyszczenie z zarzutów i prawie dwudziestoletni pobyt w więzieniu. W międzyczasie młody Afroamerykanin z Brooklynu, po przeczytaniu autobiografii The 16th Round zaczyna interesować się sprawą Cartera i nawiązuje się między nimi bliska znajomość. W rezultacie, po paroletniej walce, razem z jego kanadyjskimi przyjaciółmi i opiekunami, doprowadza do uwolnienia niesłusznie oskarżonego.

## Krytyka
Film spotkał się z bardzo dobrym przyjęciem przez krytyków filmowych. Jednakże wiele osób krytykowało go za przeinaczanie wydarzeń i pomijanie niektórych znaczących faktów. Do tych osób należą m.in. Selwyn Raab, reporter The New York Times pracujący nad jednymi z pierwszych artykułów ukazujących prawdę o procesie Cartera czy córka zamordowanej Hazel Tanis. Przykładowe fakty z życia boksera:
- Carter był ulicznym pięściarzem i przywódcą gangu „Apacze”.
- Nie otrzymał żadnych wyróżnień po powrocie ze szkolenia wojskowego.
- Kanadyjczycy nie odkryli żadnych nowych dowodów w sprawie Cartera.

Były bokser wagi średniej Joey Giardello pozwał nawet producentów filmu za insynuowanie niesprawiedliwej decyzji sędziów w sprawie jego wygranej walki z Carterem 14 grudnia 1964. W procesie sądowym Giardello poszedł na ugodę i otrzymał odszkodowanie w wysokości $300 000. Sam Carter nigdy nie kwestionował decyzji sędziów.

## Nagrody
Film otrzymał łącznie 6 międzynarodowych nagród. Najważniejszymi są:
- Denzel Washington
  - nominacja do Nagrody Akademii Filmowej (w kategorii najlepszy aktor)
  - Złoty Glob (2000)
  - Srebrny Niedźwiedź
- Norman Jewison
  - nagroda stowarzyszenia German Art House Cinemas